# Gregori Negre i Bover
Gregori Negre i Bover o Gori Negre (Santa Maria del Camí, 1956), músic, ceramista, escultor i agricultor ecològic.

## Biografia
En la segona meitat dels anys setanta va ser un dels pioners en la introducció d'hivernacles per a conreu d'hortalisses i de flor ornamental. Després es va dedicar als fruits secs i l'horticultura ecològica. Va ser un dels fundadors i, a partir del desembre de 1985, secretari general d'Unió de Pagesos de Mallorca. En l'actualitat és membre de la cooperativa Coanegra.
Com a ceramista va recuperar, el 1977, amb Benet Mas i Carme Hermoso, la producció d'ocarines a l'illa de Mallorca, un instrument que havia tengut difusió a Mallorca abans de la Guerra Civil, amb tallers que n'havien fabricat a Bunyola, Manacor i Palma, gràcies a la presència a Palma de Cesare Vicinelli, alumne del mestre Giuseppe Donati (1836-1925), que havia creat una fàbrica d'ocarines a Itàlia l'any 1857. Negre que es va inspirar en una escena de la pel·lícula Novecento de Bertolucci (1976) per a iniciar una indagació etnomusical que el va dur a reconstruir l'ocarina mallorquina, un model diferenciat dels produïts a Galícia, Alemanya, França o Xile.
El 1984 va ser un dels fundadors del grup musical Coanegra (amb Teodor Salvà, Rafel Ramis, Magdalena Canyelles i Emili Contreras). El primer disc, "Coanegra", es va presentar l'estiu de 1987. Altres discs es varen editar el 1989 i 1990. Recentment han editat el seu darrer treball discogràfic. Promotor del centre d'iniciatives musicals "Factoria de So" a Son Llaüt (Santa Maria del Camí) i músic amb la "Fundació Dadà Gugú" i amb els "Grollers de sa Factoria". El 2015, amb motiu del Tricentenari del Decret de Nova Planta va compondre la música de l'espectacle teatral i musical "Fora botiflers, fora galls!". Amb Gabriel Mesquida, el setembre de 2016, musicà el recital poètic dedicat a Ramon Llull. El 2018 va impulsar el projecte musical d'homenatge a Josep Maria Llompart, titulat 'Una passejada pel camí florit', interpretat pels Corsaris de la Mar Ampla.

## Reconeixements
El desembre de 2019 l'Obra Cultural Balear li va concedir el Premi Aina Moll i Marquès, en el marc de la XXXIII edició dels Premis 31 de desembre.